# Дюдьково (Ярославская область)
Дюдьково (на некоторых топокартах Дютьково) — деревня Ломовского сельского округа в Октябрьском сельском поселении Рыбинского района Ярославской области .
Деревня расположена к северо-востоку от автомобильной дороги P151 Ярославль—Рыбинск, между этой дорогой и правым берегом реки Волги, в юго-восточной части поселения и Рыбинского района. Несмотря на формальный статус деревни, это фактически посёлок с многоквартирными благоустроенными домами и другими элементами инфраструктуры: средняя школа, медицинская амбулатория, отделение сбербанка, почта. Деревня стоит на левом берегу безымянного впадающего в Волгу ручья, который протекает в глубоком овраге. Между Дюдьково и волжским берегом находятся ещё две небольшие деревни: Купалино на левом берегу этого оврага и Дьяковское — на правом. В Дьяковском расположена церковь Благовещенья, которую обычно называют Дюдьковской (расстояние от Дюдькова до Дьяковского и церкви существенно меньше, чем размеры Дюдьково). Одно из старинных названий церкви Никольская на Плясне. Откуда можно заключить, что старинное название ручья — Плясна. Через Дюдьково в северном направлении идёт дорога к деревне Приволжье, которая стоит на волжском берегу несколько ниже посёлка Песочное .
Село Дютиново указано на плане Генерального межевания Борисоглебского уезда 1792 года. Ручей, на котором он стоит, обозначен как речка Плесна. По сведениям 1859 года Дюдьково относилось к Романово-Борисоглебскому уезду .
На 1 января 2007 года в деревне числилось 1804 постоянных жителей . Почтовое отделение, расположенное в деревне обслуживает 26 домов .